# Unión Deportiva Lanzarote
La Unión Deportiva Lanzarote és un club de futbol canari de la ciutat d'Arrecife a Lanzarote.

## Història
La Unión Deportiva Lanzarote neix l'agost de 1970 després de la fusió de diversos clubs locals amb l'objectiu de crear un club potent que representés a l'illa. Aquests clubs foren el Club Deportivo Lanzarote, el Club Deportivo Torrelavega, el Club Deportivo Orientación Marítima, la Unión Deportiva Valterra, el Club Deportivo Lomo, el Club Deportivo Arrecife i el Club Deportivo Teguise.
El gener de 2008 se signà un acord de col·laboració amb el club Orientación Marítima per a fusionar-se a partir de la temporada 2008/2009, formant un nou club que s'anomenarà Unión Deportiva Lanzarote-Marítima.
Disputa els seus partits a la Ciutat Esportiva de Lanzarote, antigament conegut com a Avendaño Porrúa, inaugurada el 1968, amb una capacitat per a 7.000 espectadors, i que comparteix amb la Orientación Marítima.

## Dades del club
- Temporades a Primera divisió: 0
- Temporades a Segona divisió: 0
- Temporades a Segona divisió B: 7
- Temporades a Tercera divisió: 16
- Millor posició a la lliga: 1r (a 2a B, temporada 03-04)
- Pitjor posició a la lliga: 17è (a 2a B, temporada 99-00)

## Entrenadors
- 1970-71 Román Cabrera
- 1970-71 Antonio Collar
- 1971-72 Daniel Ganado
- 1971-72 Miguel Cabrera
- 1972-73 Román Cabrera
- 1973-74 Pedro Martínez
- 1974-76 Olimpio Romero
- 1976-77 José Antonio Pérez Marrero
- 1977-79 Román Cabrera
- 1979-80 Carlos Quintana
- 1980-81 Alvaro Pérez
- 1981-82 Josef Toth
- 1982-84 Emilio Bonilla
- 1983-84 Román Cabrera
- 1984-87 Quico Oubiña
- 1986-87 Ernesto Cedrés
- 1987-89 Olimpio Romero
- 1988-89 Román Cabrera
- 1988-89 Manuel Cedrés
- 1988-89 Ernesto Cedrés
- 1988-91 Carlos Quintana
- 1991-93 Quico Oubiña
- 1992-93 Carlos Quintana
- 1993-95 Benito Morales
- 1995-96 Paco Causanilles
- 1995-96 Jorge Lemes
- 1996-97 José Manuel Aparicio
- 1997-00 Juan Manuel Rodríguez
- 2000-02 Juan Antonio Machín
- 2001-02 David Amaral
- 2002-04 José Luis Mendilibar
- 2004-05 José Antonio Fernández
- 2004-05 José Antonio Sosa Espinel
- 2004-06 Adolfo Pérez
- 2005-06 Alvaro Pérez
- 2006-07 Paco Gutiérrez

## Presidents
- 1970-1973: Ginés Ramírez Cerdá
- 1973: Manuel Perdomo Hernández (Junta Gestora)
- 1973-1976: Bernardo Morales Méndez
- 1976-1979: José Vicente Ferrán Olmo
- 1979: Vicente Guerra Rodríguez (Junta Gestora)
- 1979-1982: Manuel Barreto González
- 1982: Marcelino Miranda (Junta Gestora)
- 1982-1986: Manuel Francisco Marín
- 1986-1988: Carlos Henríquez de Castañondo
- 1988-1989: Manuel Francisco Marín
- 1989: Martín Martín Martín (Junta Gestora)
- 1989-1998: José Domingo Machín
- 1998-2001: Andrónico Pérez
- 2001-2005: Estanislao García
- 2005 -avui: Victoriano Elvira

## Palmarès
- Segona Divisió B (1): 2004
- Tercera Divisió (1): 2001